# 拉克鲁瓦阿夫朗尚
拉克鲁瓦阿夫朗尚（法語：La Croix-Avranchin，法語發音：[la kʁwa avʁɑ̃ʃɛ̃]）是法国芒什省的一个旧市镇，属于阿夫朗什区。2017年，拉克鲁瓦阿夫朗尚与邻近的5个市镇并入市镇圣雅姆。

## 地理
拉克鲁瓦阿夫朗尚（48°32'46"N, 1°23'0"W）面积10.79 平方千米，位于法国诺曼底大区芒什省，该省份为法国西北部沿海省份，西、北、东北三面环大西洋，东起顺时针与卡爾瓦多斯省、奧恩省、马耶讷省和伊勒-维莱讷省接壤。
与拉克鲁瓦阿夫朗尚接壤的市镇（或旧市镇、城区）包括：马塞、圣雅姆、圣瑟涅德伯夫龙、韦尔贡塞、韦塞、维利耶勒普雷。
拉克鲁瓦阿夫朗尚的时区为UTC+01:00、UTC+02:00（夏令时）。

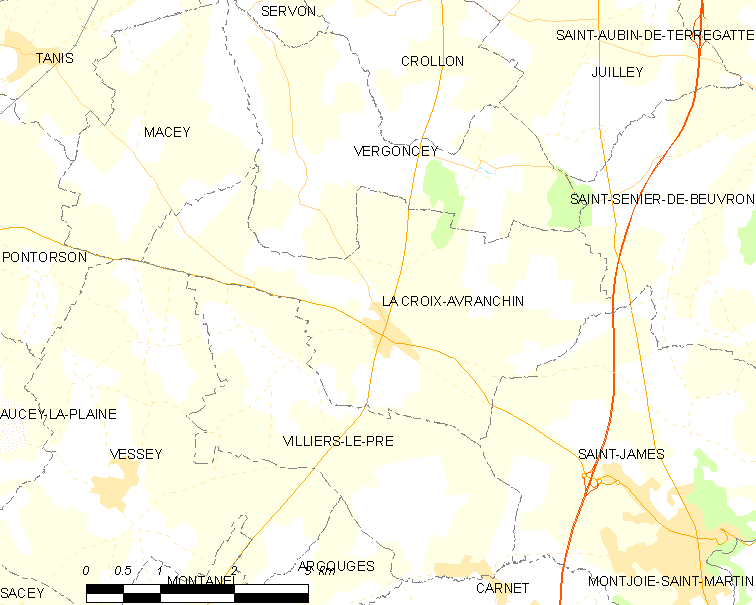
拉克鲁瓦阿夫朗尚的OSM定位图

## 行政
拉克鲁瓦阿夫朗尚的邮政编码为50240，INSEE市镇编码为50154。

## 政治
拉克鲁瓦阿夫朗尚所属的省级选区为圣伊莱尔迪阿库埃县。

## 人口

1962-2008年间拉克鲁瓦阿夫朗尚人口变化图示

拉克鲁瓦阿夫朗尚于2018年1月1日时的人口数量为440人。